# コシチュシコ山

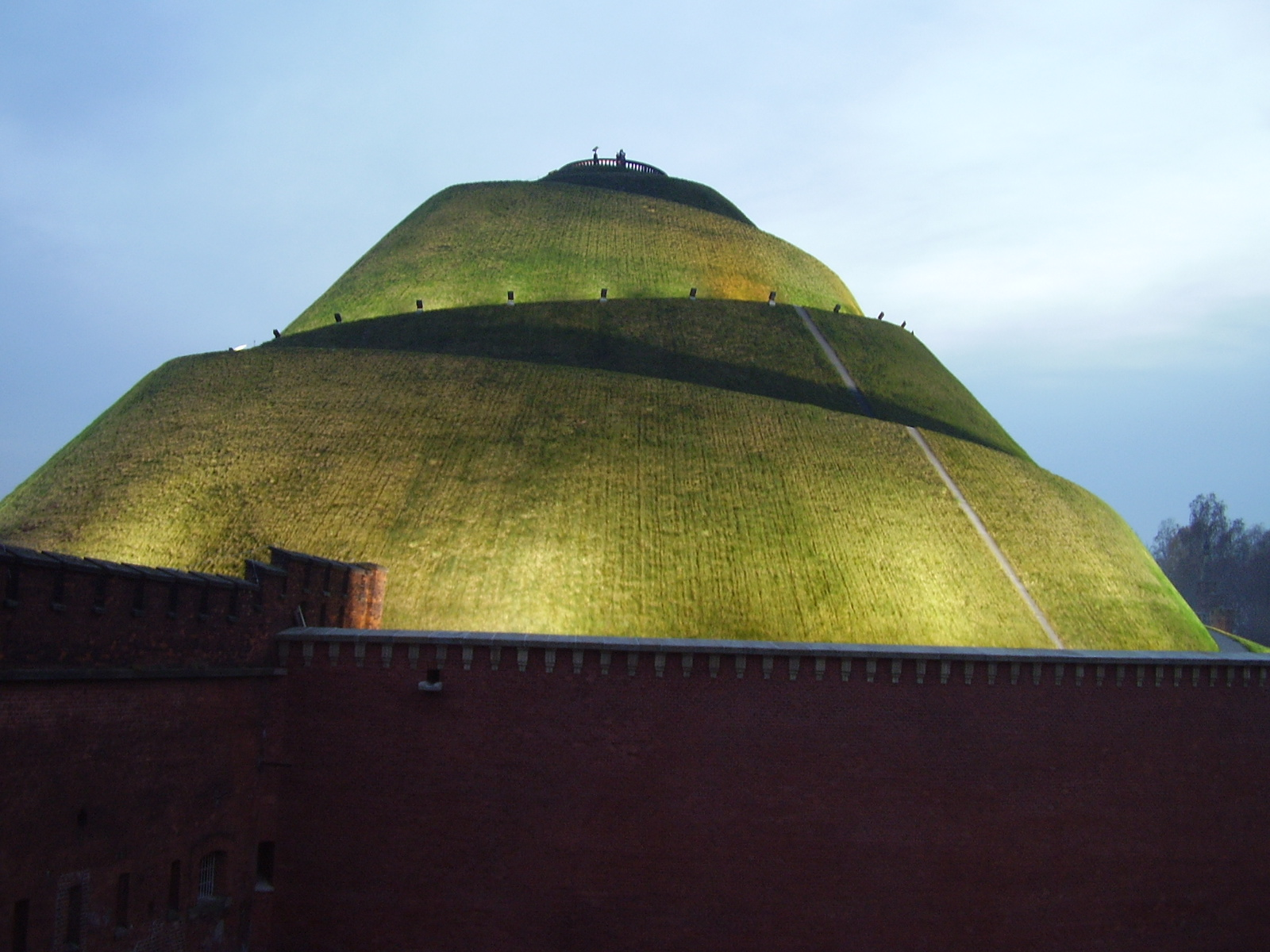
コシチュシコ山（2006年）

コシチュシコ山 (コシチュシコやま、ポーランド語: Kopiec Kościuszki) は、ポーランドのクラクフにある人工の塚である。ポーランドの国家指導者、タデウシュ・コシチュシュコを記念して建設され、先史時代につくられた同じクラクフの墳墓、クラクス山やワンダ山をモデルとしている。蛇行した道の先にある海抜326mの頂上からは、ヴィスワ川やクラクフ市街を一望できる。

## 解説

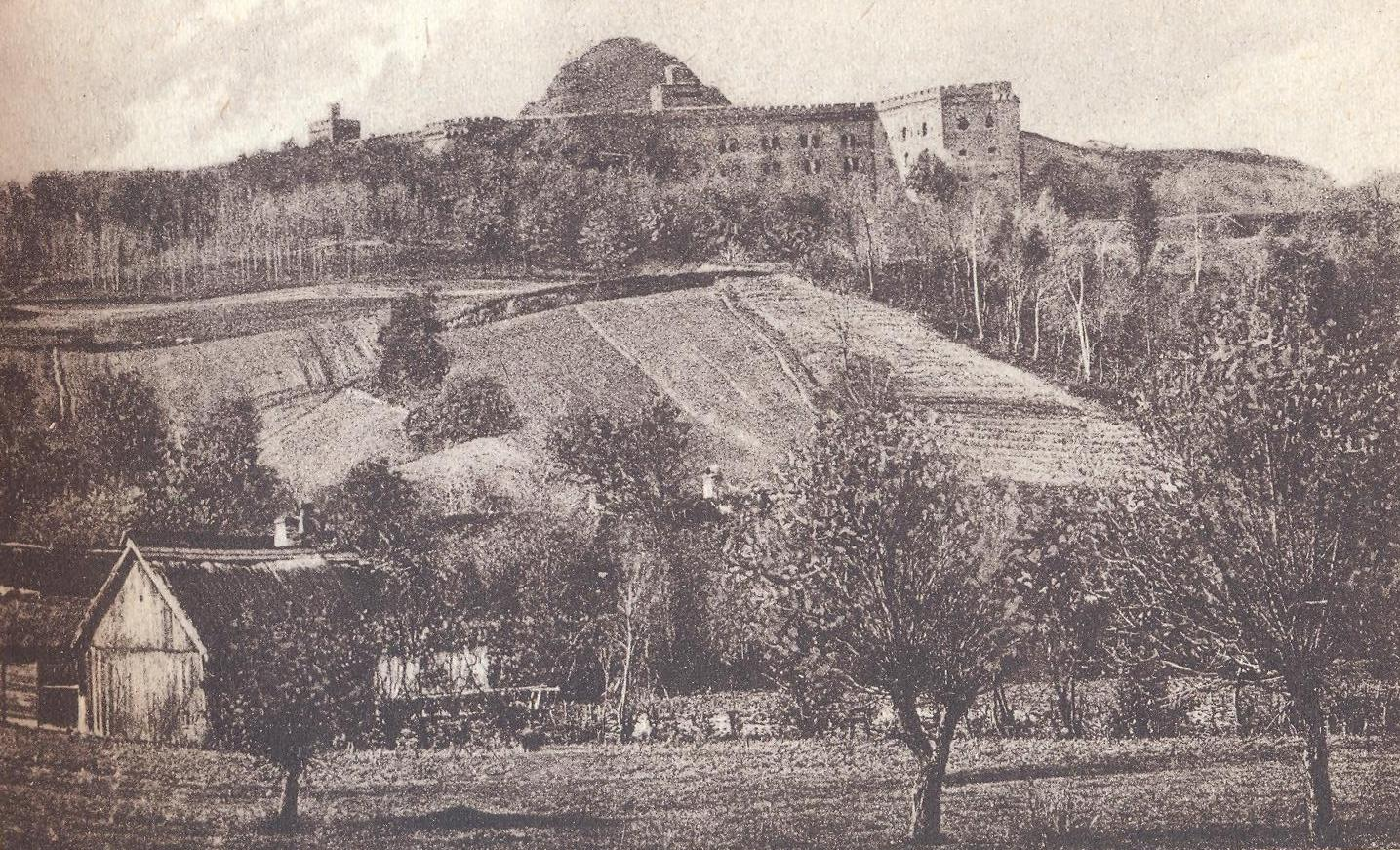
1930年代のコシチュシコ山

コシチュシコ山は1823年11月に完成した。建設場所には、クラクフのズビエジニエツ地区西部にある、自然豊かなブロニスワバの丘（Wzgórze bł. Bronisławy、別名シコルニク）が選ばれている。
クラクフには、新旧合わせて4つの塚があり、コシチュシコ山はその一つである。ほかに先史時代のクラクス山とワンダ山、近代に建設されたピウスツキ山がある。
1820年10月16日、コシチュシコ山の起工式が行われた。建設資金は、外国の占領下にあったポーランド全土の国民から、寄付によって賄われた。3年間にわたり、老若男女問わず建設に参加し、山の高さは34メートルに達した。工事は、タデウシュ・コシチュシュコ記念碑建設委員会によって監督された。麓には、ガラスと大理石でつくられた建設記念碑が置かれている。また頂上には、タトラ山脈から運ばれた545kgの花崗岩の巨石が置かれ、「Kościuszce（コシチュシュコへ）」と刻まれている。これは、1860年、11月蜂起30年を記念して設置されたものである。山の建設には、コシチュシュコが戦ったポーランドとアメリカの土が使われた。
当初、コシチュシコ山周辺は、1794年のコシチュシュコの蜂起に参加した農民の入植地がつくられる予定であった。1830年代後半になると、山の麓に農民の家族が移住し始めたが、オーストリア当局がこの地域の要塞化を決定したため、中断された。
1850年から1854年にかけて、オーストラリアが山の周囲にレンガ造りの城塞を建設し、軍事的な監視台として利用するようになった。その際にもともとあった教会が取り壊され、その補償としてネオ・ゴシック様式の福者ブロニスワヴァ礼拝堂が建設された。要塞のうち、門扉、南西の城壁、塹壕などは、第二次世界大戦後の1945年から1956年にかけて取り壊されていた。
山に隣接するコシチュシコ博物館には、彼の生涯やその功績に関する遺品や記念品が展示されている。1997年の大雨では山が浸食され、その存続が危ぶまれたが、1999年から2003年にかけて、最新技術と材料を使った修復が行われ、排水設備と新たな防水膜が設置されている。
ポーランド愛国者で、オーストラリアの探検家でもあったパヴェウ・ストシェレツキ伯爵は、クラクフのコシチュシュコ山に似ていることから、オーストラリア最高峰の山をコジオスコと名付けた。

## 規模
- 高さ: 35.54m
- 頂上の海抜: 330.14m
- ヴィスワ川からの高さ: 131.14m
- 直径: 73.25m
- 城壁を合わせた直径: 90.7m
- 頂上展望台の直径: 8.5m
- 容積: 約167,000m³
- 斜面の角度: 46°-51°

## ギャラリー

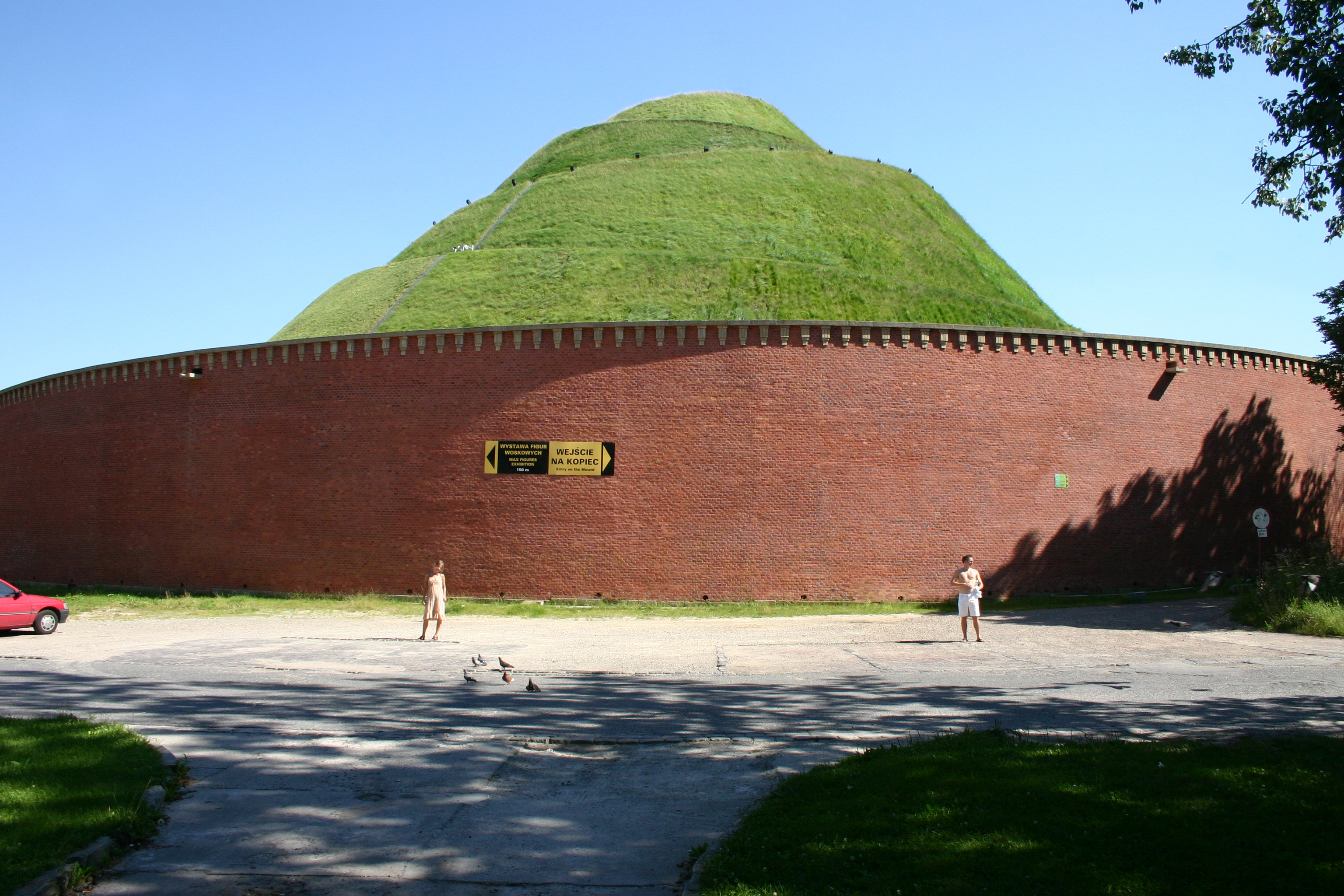
コシチュシュコ山。手前の観光客からその大きさがわかる。
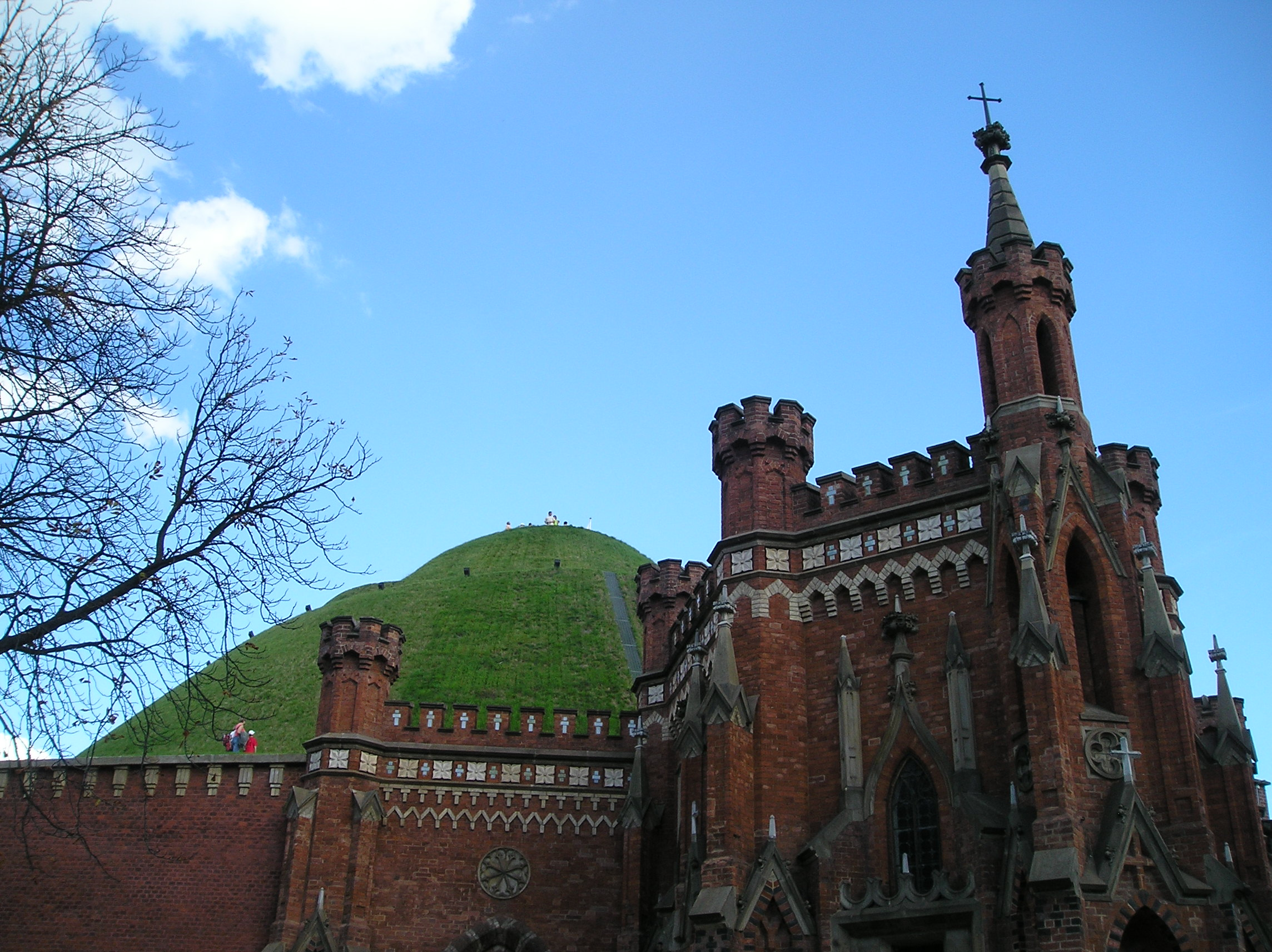
麓にある福者ブロニスワヴァ礼拝堂と
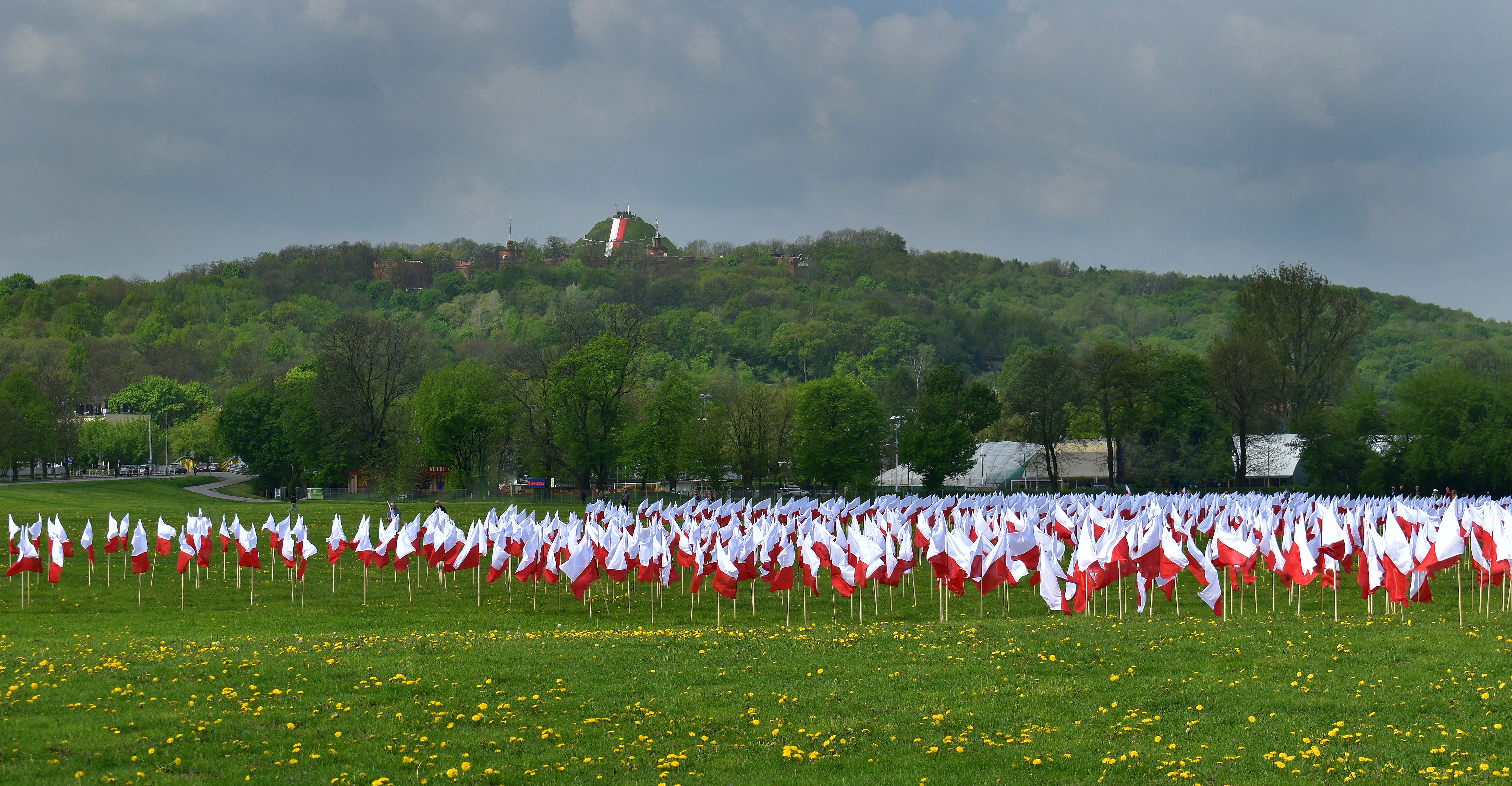
ボウォニャ公園から見たコシチュシュコ山
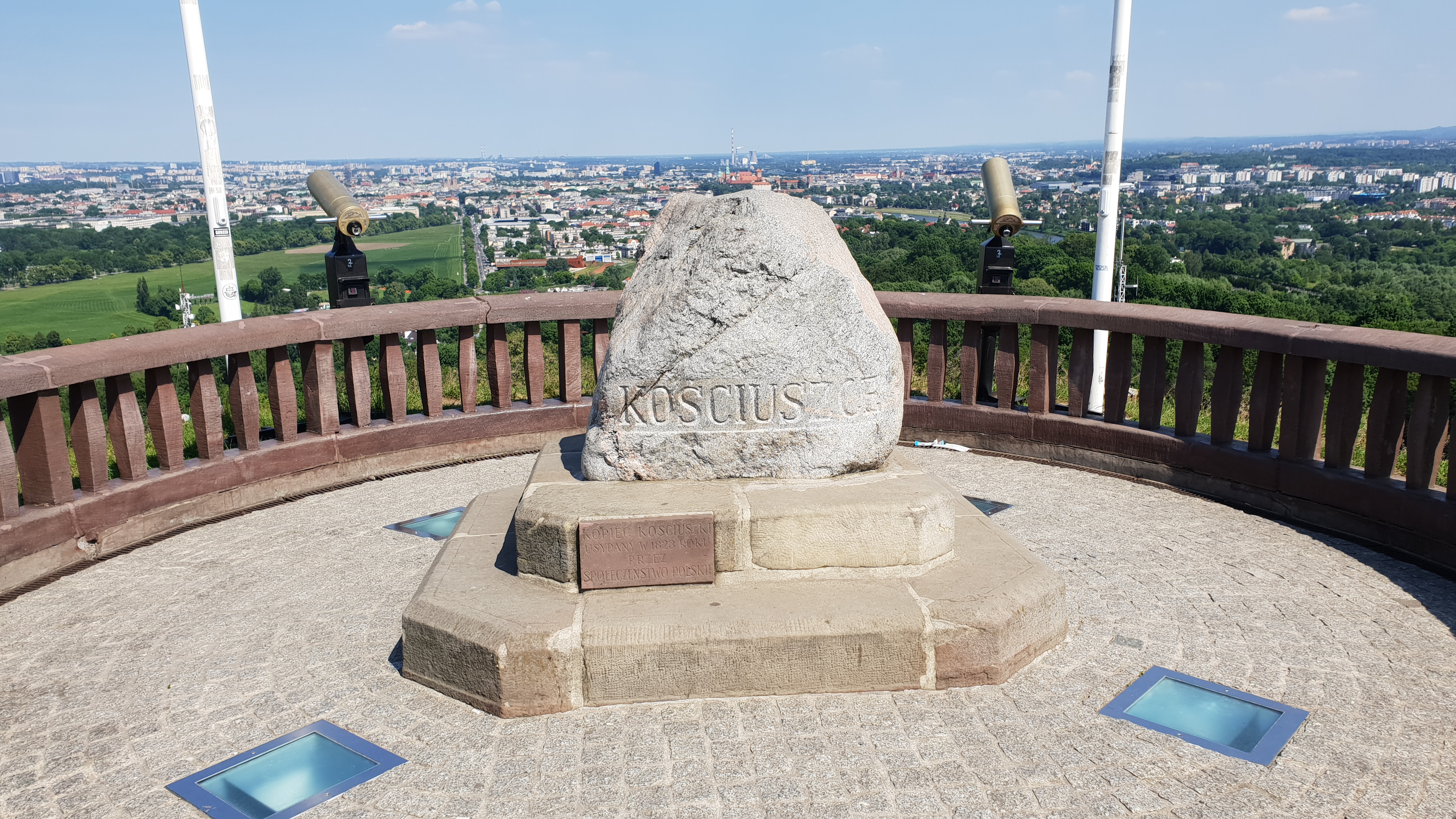
頂上からの眺め